# Impacto econômico da imigração para o Canadá
O impacto econômico da imigração para o Canadá é um tema importante em Canadá. Existem duas narrativas conflitantes: 1) níveis mais elevados de imigração ajudam a aumentar o PIB e 2) níveis mais elevados de imigração reduzem o PIB per capita ou os padrões de vida da população residente e conduzem a deseconomias de escala no que diz respeito à superlotação de hospitais, escolas e centros de lazer, deterioração ambiental, aumento dos custos dos serviços, elevação do custo da habitação etc. Um argumento amplamente defendido é que o impacto da imigração no PIB não constitui uma métrica eficaz para avaliar a imigração. Outra narrativa relativa à imigração refere-se à substituição da força de trabalho envelhecida. Contudo, alguns economistas observam que o aumento das taxas de imigração não é uma estratégia inteiramente eficaz para contrapor esse fenômeno.
O Canadá é um dos principais países ocidentais em termos de aceitação de imigrantes per capita. A taxa de imigração per capita para o Canadá tem se mantido relativamente constante desde a década de 1950. Contudo, nas primeiras duas décadas do século XXI, houve um aumento gradual no nível educacional e de qualificação dos imigrantes que chegam ao Canadá. Isso se deveu ao foco em candidatos com produtividade média mais elevada, fazendo com que, em média, os imigrantes sejam melhor instruídos do que os canadenses. Essa tendência foi intensificada para a redistribuição de renda na terceira década do século XXI com a abertura de caminhos para imigrantes de baixa qualificação, com requisitos mínimos de pontuação imigratória, para atingir a meta de 400.000 imigrantes anuais. Isso consolidou uma nova narrativa sobre a imigração: a imigração serve para preencher empregos de baixa qualificação e aliviar as pressões competitivas do mercado de trabalho enfrentadas por empresas que utilizam mão de obra barata. A partir de 2022, o governo Trudeau estabeleceu metas imigratórias influenciadas pelo lobby da Century Initiative. Foram visados mais de um milhão de imigrantes em 2022, seguidos por 465.000 imigrantes em 2023, 485.000 imigrantes em 2024 e uma projeção de 500.000 imigrantes em 2025. Em todo o Canadá, há demandas para que o governo iguale a habitação acessível no Canadá aos níveis imigratórios estabelecidos, enquanto o governo recebe anualmente 500.000 novos residentes permanentes e mais de 800.000 estrangeiros no país por meio de vistos de estudante, como requerentes de asilo e vistos de trabalho temporário. Um jornalista canadense destacou a pouca preparação para receber imigrantes em massa, apontando para a histórica necessidade do Canadá por uma "classe de servos" e "mão de obra barata" para a burguesia e a classe proprietária. Ademais, o jornalista observou que a falha do país em abordar ou neutralizar as barreiras sociais e profissionais para os imigrantes sugere que o Canadá não é tão acolhedor quanto proclama. Essa política de inação perpetua silenciosamente a criação de uma classe de servos dentro do mosaico cultural diverso do país. Como parte desse processo, o governo, por padrão, força sistematicamente a maioria dos imigrantes a posições vulneráveis e à marginalização econômica.
Um artigo de um ex-formulador de políticas afirma que o Canadá tem apostado no modelo de competitividade de baixos salários e baixa produtividade, no qual está preso desde meados da década de 1980, por meio das metas imigratórias – uma abordagem problemática a longo prazo, conforme defendido por Paul Krugman –, e que o ex-formulador também endossa ao afirmar que oferecer mais mão de obra barata para resolver problemas sem um aumento significativo na produtividade afetará a capacidade de um país de melhorar seu padrão de vida ao longo do tempo. Alguns economistas também alertam que manter a baixa produtividade e a integração permanente de residentes temporários ou trabalhadores estrangeiros de baixa qualificação levaria a aumentos forçados de impostos para gerenciar os custos governamentais associados. O artigo ainda observa que é imperativo que o Canadá e o “governo para o povo” exijam um reengajamento fundamental com os objetivos nacionais predominantes pré-década de 1970 e esforços para melhorar continuamente o padrão de vida dos canadenses, abraçando o conceito de oferta e demanda da economia do trabalho e melhorando a eficiência econômica do sistema. Um ex-diretor do Ministério da Imigração de Quebec observou que o governo precisa tratar as pessoas com mais dignidade, pois suas vidas e o futuro de suas famílias estão em jogo.

## Visão geral

### Imigração para o Canadá
Segundo o Livro de Fatos Mundial da CIA (2017), o Canadá possui uma das maiores taxas de migração do mundo. O Canadá também se destaca entre as nações ocidentais pelo amplo apoio popular a taxas elevadas de imigração, e um estudo de 2007 demonstrou que o apoio à imigração aumentou no país, apesar de seu impacto na erosão cultural. A política imigratória canadense, que se concentra na seleção de imigrantes com base em suas habilidades e qualificações para atender às demandas do mercado de trabalho, bem como no apoio a imigrantes irregulares necessitados, reforça a percepção pública de que os imigrantes contribuem positivamente para a economia e que o sistema preserva a dignidade humana conforme as condições econômicas permitam. Contudo, avaliar a eficácia econômica da política imigratória é desafiador, dada a complexa interação entre dinâmicas capitalistas, influências sociais e fatores políticos na vida dos imigrantes. Em 2022, o governador do Banco do Canadá, Tiff Macklem, aconselhou os empresários a suprimirem os salários de maneira geral, evitando incorporar salários mais altos em contratos com funcionários, a fim de minar o poder de negociação coletiva a longo prazo, citando o excedente de mão de obra motivada proveniente de fontes imigratórias.
Em 2023, um relatório do Statistics Canada revelou que a noção de uma escassez generalizada de mão de obra no Canadá não se sustenta. O relatório constatou que os empregos que exigem ensino superior consistentemente apresentaram menos vagas disponíveis e destacou que os desafios de contratação para posições que requerem educação pós-secundária não se devem à falta de trabalhadores qualificados, mas sim a um descompasso de habilidades que poderia ser solucionado com treinamentos contínuos e requisitos de entrada reduzidos, além de salários inadequados que poderiam ser fortalecidos com benefícios atrativos ou remunerações competitivas. O relatório também levantou dúvidas sobre as dificuldades de contratação enfrentadas por empresas que tentam recrutar trabalhadores com níveis educacionais mais baixos, questionando se tais vagas são resultado exclusivo da escassez de mão de obra em ocupações de baixa qualificação, que podem demandar salários mais altos, ou se fatores como maior poder de negociação e maximização do lucro—característicos das indústrias de baixa qualificação—desempenham um papel significativo. Segundo o economista Jim Stanford, diretor do Centre for Future Work, o objetivo da política imigratória não deve ser focado unicamente em resolver problemas de recrutamento para empregadores de baixos salários ou em fortalecer o complexo industrial de imigração em massa, mas sim em considerações mais amplas que beneficiem o país e sua população como um todo.
Em 2024, apesar de anos de recessão per capita e problemas de acessibilidade à habitação, o governo liberal aumentou o número de residentes permanentes, emitindo cerca de 35.000 convites por mês e incrementando a população em mais de 410.000 nos primeiros quatro meses do ano, um aumento de 47% em comparação ao mesmo período de 2023. Paralelamente, o Canadá vem transformando rapidamente os residentes temporários que ocupam empregos que requerem, no mínimo, ensino técnico básico. O departamento de imigração também delineou seus planos para oferecer oportunidades de residência permanente a indivíduos com níveis de escolaridade que variam de nenhum até o ensino médio completo, com o intuito de atender à demanda por mão de obra barata e de baixa qualificação por meio de programas como a Canadian Experience Class, sem levar em conta os impactos negativos de longo prazo. Um estudo do Fraser Institute indica que o padrão de vida no Canadá está a caminho de seu declínio mais acentuado desde 1985, com uma deterioração rápida iniciada em meados de 2019. Uma pesquisa da Ipsos com 1.001 canadenses indica que muitos sentem que suas instituições estão desgastadas, sofrem de insucesso pessoal devido à falta de oportunidades gratificantes e perderam o sentimento de união, concluindo que "o país está quebrado", enquanto um relatório do Food Banks Canada estima que 1 em cada 4 canadenses vive na pobreza. Enquanto isso, economistas australianos usam o Canadá como exemplo de alerta para a economia da Austrália, caso o governo continue com políticas imigratórias extremas.

### Fundamentação econômica para a imigração

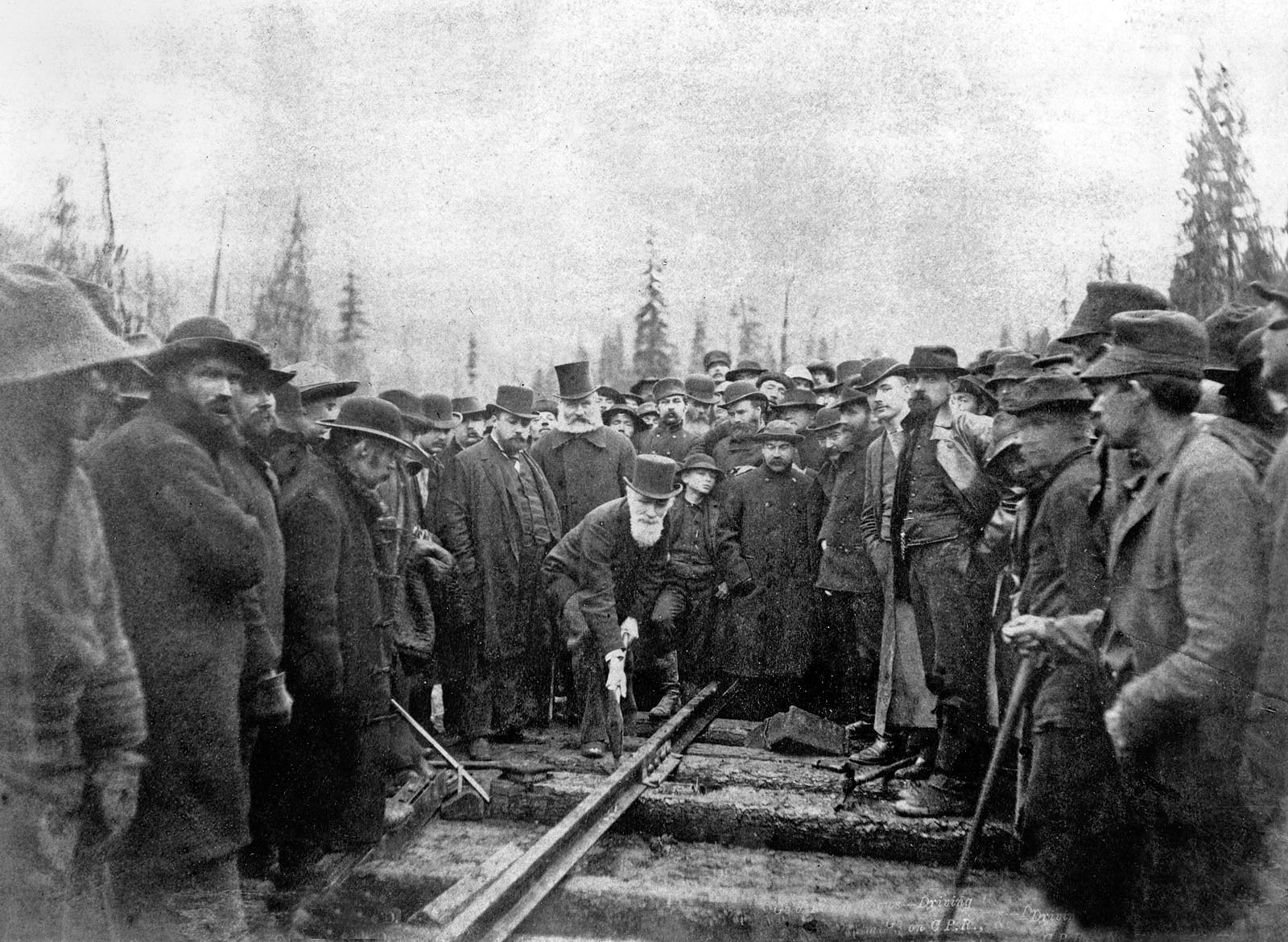
Donald Alexander Smith, um migrante da Escócia, realiza o Último Prego. Imigrantes para o Canadá naquela época eram British subjects (não cidadãos canadenses).

Não há um consenso sobre o impacto líquido da imigração nos tempos atuais. Historicamente, as taxas de imigração incomumente elevadas do Canadá podem ser atribuídas à economia única do país. Outro fator é que o Canadá possui uma das maiores reservas mundiais de recursos naturais, como petróleo, metais e madeira. Além disso, sua população é esparsa em um vasto território. Dessa forma, o Canadá enfrentou agudas escassezes de mão de obra e respondeu buscando ativamente imigrantes. No final do século XIX, isso incluía a vinda de migrantes chineses para construir a Ferrovia Canadense do Pacífico e uma campanha ativa de divulgação na Europa para atrair fazendeiros com a campanha Last Best West. Hoje, esforços de recrutamento semelhantes são necessários para suprir os projetos das areias betuminosas em Alberta.

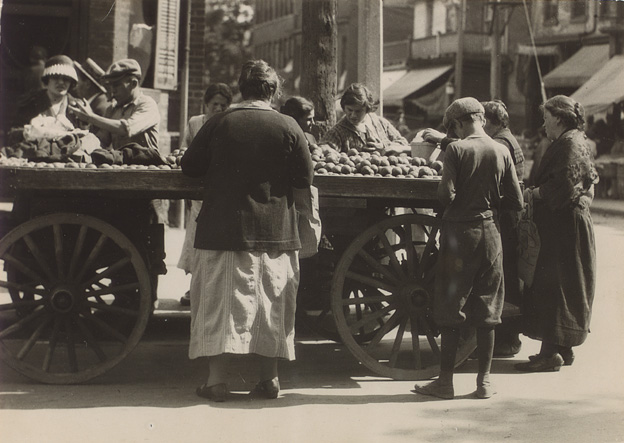
O mercado judaico de Toronto em 1924. Naquela época, a comunidade judaica, composta em grande parte por imigrantes recentes, concentrava-se na área empobrecida conhecida como The Ward.

Outro fator que contribui para a questão imigratória é a baixa taxa de natalidade do Canadá (10,3 nascimentos por 1.000 habitantes). A teoria é que novos residentes podem ajudar a cumprir futuras obrigações governamentais relacionadas às responsabilidades do sistema de repartição (pay-as-you-go).
Os perigos econômicos do declínio populacional não são universalmente aceitos. Organizações como o Fraser Institute questionam se uma população em declínio reduziria ou aumentaria a renda per capita, observando que, no curto prazo, com uma economia estável, menos pessoas elevam a renda per capita simplesmente porque a renda é dividida entre menos indivíduos. Isso aumentaria o consumo per capita e criaria um clima de bem-estar econômico que poderia fomentar valores e políticas pró-família, aumentando assim a taxa de natalidade no Canadá. Um estudo do C. D. Howe Institute sugere que a imigração não pode manter a juventude da população do Canadá e possivelmente contribuiria para o envelhecimento populacional a curto prazo. Devido a processos socioeconômicos e aos níveis crescentes de imigração, imigrantes trabalhadores qualificados vêm sendo convertidos em uma classe de precariado, com uma taxa de desemprego de 34% em 2001, levantando questões sobre se eles estão atendendo com sucesso às necessidades do mercado de trabalho canadense. Essa conversão de classe entre imigrantes que obtiveram o status de “landed” em 2020 foi de 9,5%, conforme a taxa de desemprego. Muitas nações desenvolvidas, que possuem taxas de fertilidade muito inferiores às do Canadá, não abraçaram a imigração.[carece de fontes?]
A primeira análise detalhada da política imigratória canadense foi realizada pelo Economic Council of Canada; o estudo recomendava o aumento da imigração para, eventualmente, elevar a população do Canadá a 100 milhões. Embora constatar que os benefícios econômicos da imigração para o país eram relativamente modestos – apontando que "uma perspectiva histórica dá pouco ou nenhum suporte à visão de que a imigração é necessária para a prosperidade nacional" – o relatório concluiu que os benefícios para os próprios recém-chegados eram extremamente grandes. O estudo concluiu que "seria difícil não recomendar um aumento, considerando que os imigrantes podem ganhar tanto e os canadenses não só não perdem, como de fato obtêm leves ganhos econômicos." Economistas realizaram, posteriormente, uma série de estudos utilizando grandes quantidades de dados do censo (844.476 indivíduos) e descobriram que imigrantes que chegaram entre 1987 e 2004 pagaram apenas 57% dos impostos pagos por um canadense médio em 2006, de forma que os impostos arrecadados dos imigrantes não superam as despesas governamentais relativas a eles (uma diferença de US$ 23 bilhões anuais, de acordo com seus números).

### Racialização e seu impacto econômico
Imigrantes recentes têm muito mais probabilidade do que os canadenses nascidos no país de apresentar baixos rendimentos inicialmente, devido a diferenças culturais, dificuldades decorrentes do inglês ser sua segunda língua, discriminação e racialização. As prescrições das políticas de equidade no emprego não se traduzem em programas que auxiliem os imigrantes a participar da economia em igualdade de condições com os demais canadenses em um mercado de trabalho hostil. Tudo isso, que um canadense nascido no país teria de conseguir ao ingressar no mercado de trabalho. Um relatório do governo canadense de 2006 mostrou que 22% das racializaçãos viviam na pobreza, em comparação com 9% dos não racializados, e que, em grandes cidades, mais da metade das pessoas em situação de pobreza eram racializadas, sendo que a taxa de pobreza comparativa vinha crescendo. Posteriormente, em um estudo de 2019, constatou-se que a taxa de pobreza entre imigrantes recentes era 2,4 vezes maior que a dos canadenses nascidos no país, evidenciando uma tendência cada vez mais acentuada. Em certas cidades, há parcerias imigratórias locais ativas que auxiliam os imigrantes a conseguir empregos, contudo, uma rede de serviços integrados, baseada em organizações comunitárias existentes, não está disponível. Um estudo de 2001 constatou que uma interpelacão bem-sucedida é possível se os jovens forem considerados para a imigração; o estudo encontrou uma correlação positiva entre idade e rendimentos para imigrantes com efeito de aculturação, e observou esse efeito em imigrantes que eram minorias visíveis ou cuja língua materna não era o inglês. Um estudo de 2003 concluiu que, devido à falta de sistemas de apoio que possam tratar diretamente os problemas socioeconômicos dos imigrantes em uma sociedade racializada, e à carência de acessibilidade qualitativa aos empregos, seriam necessários mais de 20 anos de experiência canadense para se obter ganhos econômicos positivos. Estudos consolidados mostram que o desempenho educacional e a revisão das políticas de reconhecimento de diplomas são críticos para a obtenção de rendimentos mais elevados, a superação do ciclo da pobreza e a redução da pobreza. Em nível intergeracional, se os pais conseguem evitar a pobreza, seus filhos também terão essa chance. No caso do Canadá, com seu modelo de imigração de alta qualificação, parte da questão é estar isolado da racialização em diversos níveis.

## Bem-estar dos imigrantes

### Níveis educacionais
O sistema canadense dá grande ênfase à atração de imigrantes qualificados. Os imigrantes que chegam ao Canadá são, em média, mais qualificados do que os que chegam aos Estados Unidos. George J. Borjas comparou imigrantes no Canadá e nos Estados Unidos, constatando que os que chegam ao Canadá são mais bem instruídos e recebem salários mais altos após se estabelecerem. Ele atribui isso à economia neoliberal canadense.
No contexto da economia canadense, os imigrantes concentram-se, em sua maioria, nos níveis mais altos de educação. No Canadá, 38% dos trabalhadores do sexo masculino com pós-graduação são imigrantes, e, embora 23% dos canadenses sejam nascidos no exterior, eles representam 49% dos portadores de doutorado. Um problema persistente para os imigrantes qualificados é o reconhecimento de credenciais estrangeiras. Dados do Statistics Canada indicam que apenas 72,2% dos novos imigrantes (com status de "landed" há até 5 anos) com grau universitário estão empregados. Enquanto o Canadá recruta pessoas com base em seus diplomas, muitos recém-chegados se deparam com empregadores e organizações profissionais que não reconhecem sua formação obtida no exterior. Com o aumento da porcentagem de recém-chegados qualificados em relação ao total de migrantes, esse problema também se intensificou. Um estudo publicado na IZA Journal of Development and Migration constatou que, entre 1991 e 2006, imigrantes educados no Canadá e imigrantes com formação estrangeira apresentaram uma grande disparidade salarial: os imigrantes que se formaram em universidades canadenses possuíam uma lacuna significativa de rendimentos em comparação com seus pares nascidos no país, tanto nos primeiros anos após a imigração quanto a longo prazo. Especula-se que tal resultado se deva à falta de experiência profissional no Canadá, bem como a deficiências em suas redes de contatos e habilidades linguísticas.
A definição de padrões ou o reconhecimento de praticamente todas as credenciais profissionais não está sob o controle do governo federal e, portanto, não é determinado nem pelas leis federais nem pelas políticas da Cidadania e Imigração do Canadá, mas a Cidadania e Imigração do Canadá criou o Escritório de Referência para Credenciais Estrangeiras, que funciona como um serviço de assistência semelhante a um diretório para imigrantes. O governo de Ontário promulgou a Fair Access to Regulated Professions Act, 2006 para ajudar imigrantes a se qualificarem para 34 profissões regulamentadas a nível provincial. A lei também instituiu a posição de Comissário de Equidade na província. Em 2007, o governo de Alberta assinou um acordo com o governo federal que acelerará o processo de reconhecimento de credenciais estrangeiras para os novos imigrantes por meio dos órgãos de licenciamento daquela província. Outras províncias assumiram compromissos semelhantes.

### Declínio do bem-estar econômico
Ao longo dos últimos 25 anos, a posição econômica dos recém-chegados ao Canadá, em relação à população nativa, vem declinando de forma constante. Diversas hipóteses foram apresentadas para explicar esses problemas:
1. O processo de seleção é falho;[54]
2. As políticas governamentais e corporativas deslocam deliberadamente os imigrantes para ocupações do setor secundário. Estes são empregos caracterizados por alta instabilidade, ambientes de trabalho perigosos e baixos salários. Inerentemente, os envolvidos nesses setores terão salários menores e períodos de desemprego mais prolongados. Em diversos países europeus, o sistema imigratório é quase que inteiramente projetado para preencher essas posições. Isso ocorre em menor escala no Canadá, embora programas significativos de recrutamento para setores como o da agricultura e o de petróleo e gás recrutem muitos trabalhadores para empregos precários.[76]
3. Imigrantes mais recentes, vindos de fora da Europa, são vítimas de discriminação racial.[77]
4. Os programas sociais do Canadá criam incentivos que conflitam com o objetivo de emprego;[54] e/ou
5. A competição por empregos, inclusive entre os canadenses nativos, aumentou a importância do acesso a redes de contatos para alcançar o "mercado oculto", colocando os imigrantes em desvantagem, dada a ausência de redes amplas e profundas.[78]

Um estudo de janeiro de 2007, realizado pelo Statistics Canada, analisou a queda de renda dos imigrantes econômicos sob várias perspectivas. Os imigrantes econômicos têm agora mais probabilidade de iniciar sua permanência no Canadá com uma condição de "baixa renda" (menos de 50% da renda mediana) do que imigrantes de qualquer outra categoria (veja a Tabela 16 do estudo). Essa queda ocorreu durante a década de 1990 e o início dos anos 2000, apesar de a porcentagem de imigrantes que chegavam com diplomas na categoria econômica (incluindo o requerente principal, cônjuges e dependentes) ter aumentado de 29% em 1992 para 56% em 2003.
Visando reduzir o acúmulo de processos imigratórios de todas as categorias e direcionar melhor as habilidades necessárias no Canadá, o governo federal aprovou, em 2008, uma lei que concedeu ao ministro da imigração novos poderes para alterar a seleção de imigrantes. Muitos esperavam que esses poderes fossem utilizados para favorecer trabalhadores de ofícios qualificados em detrimento de imigrantes selecionados com base na educação, através do sistema de pontos.
Embora o bem-estar dos imigrantes tenha decaído nos últimos anos, isso não afetou a segunda geração de imigrantes, ou aqueles que chegaram ao Canadá quando crianças. Esse grupo é um dos mais bem-sucedidos no país, com níveis de escolaridade e rendimentos bem acima dos de seus pais e também acima da média canadense.

#### COVID-19
Em 2020, o governo canadense planejou apoiar a recuperação econômica por meio do aumento da imigração, o que gerou maior pressão sobre o sistema socioeconômico enquanto outros países, como a Nova Zelândia, adotaram uma estratégia de recuperação imigratória distinta durante a pandemia. O site oficial do governo canadense declara que "os imigrantes contribuem para nossa economia, não só ao preencher lacunas em nossa força de trabalho e pagar impostos, mas também ao gastar dinheiro com bens, habitação e transporte." Um aspecto problemático dessa narrativa é que ela apresenta uma visão distorcida e uma ilusão de novidade, pois o mesmo se aplica aos cidadãos e a outros países capitalistas que também utilizam uma mão de obra estrangeira jovem e temporária para suprir suas necessidades econômicas e reduzir os salários.
No período pré-pandêmico, a ideia por trás de uma imigração agressiva era ampliar a base tributária para sustentar o crescente número de idosos canadenses por meio da segurança na velhice e GIS. Durante a pandemia, essa ideia foi reformulada como uma "arma secreta para superestimular a recuperação econômica do país." Como parte da meta das Iniciativas do Século, mudanças imigratórias inéditas foram implementadas em 2021 para ampliar as vias de acesso à residência permanente para estudantes internacionais e trabalhadores estrangeiros temporários. Essas mudanças incluíram a redução de pontuações, a consideração pela conclusão de um programa acadêmico, a remoção da exigência de resultados em testes de proficiência em inglês e francês, e a eliminação do requisito de experiência profissional, solidificando a noção de que obter uma permissão de estudo é um caminho não oficial para a residência canadense – alguns consideraram isso como brechas no sistema imigratório, outros como uma via complicada para a justiça migratória. Mais mudanças desse tipo estavam em andamento em 2022. Entretanto, essas mudanças e promoções foram duramente criticadas, afirmando que aumentariam a mobilidade de trabalhadores dos setores de baixos salários para setores com melhores remunerações, e que a mão de obra temporária, em setores deturpados, relutaria em aceitar salários baixos e condições de trabalho pouco atraentes, ou ainda que poderiam alterar o comportamento dos empregadores, agravando a situação das categorias já afetadas pela ausência de trabalhadores temporários. Stephen Punwasi, cofundador do site de jornalismo de dados Better Dwelling, avalia que os planos imigratórios canadenses estão se tornando um disfarce enganoso e predatório, embora o populismo liberal canadense rejeite ativamente a ideia de precisar de "escravos modernos" e afirme seu compromisso de promover a transição da mão de obra temporária para residentes permanentes, lamentando ao mesmo tempo a necessidade de trabalhadores em categorias onde a maioria dos temporários está empregada. Durante a pandemia, investigações em nível de base na categoria de refugiados revelaram que a maioria destes acaba “nas ruas”, e críticos recomendam que o Canadá não aceite mais refugiados sem sistemas adequados que garantam seu bem-estar.
A campanha imigratória durante a pandemia foi fortemente promovida também por outros agentes governamentais. Pedro Antunes, economista-chefe do Conference Board of Canada, com base em projeções, afirmou que "a imigração continua sendo um motor importante para o bem-estar social e econômico do Canadá, especialmente à medida que nos recuperamos da pandemia de COVID-19." Como parte dessa visão liberal, em 2022 o governo aboliu o limite de 20 horas semanais de trabalho para estudantes internacionais, proporcionando aos empregadores maior oferta de mão de obra a um custo externalidade (negativo) para a maioria da população residente. Outro estudo de impacto governamental afirmou que "altos níveis de imigração foram reconhecidos pelo Banco do Canadá como um benefício líquido para a economia, impulsionando o crescimento da força de trabalho, o consumo e a atividade no setor habitacional." Isso ocorreu quando o Canadá começou a enfrentar intensamente uma crise habitacional devido ao desenvolvimento desordenado de habitações acessíveis, além de questões prementes, como se trabalhadores de baixa qualificação deveriam ser integrados de forma permanente ou se poderiam ser admitidos sazonalmente, como ocorre em outros países. Outro estudo apontou que, em 2019–2020, durante a pandemia, cerca de US$785 milhões (fora de Quebec) foram destinados a mais de 500 organizações prestadoras de serviços de acolhimento terceirizadas em todo o Canadá. Contudo, a lista dessas organizações, seu status ativo e seus resultados de serviço não estão disponíveis ao público, levantando questionamentos sobre a eficácia e transparência dos programas públicos de integração de imigrantes. A integridade dessas organizações é ainda questionada, pois elas afirmam que o aumento da imigração poderia elevar investimentos e melhorias no processo de integração dos próprios imigrantes, tais como a abordagem do subemprego, o treinamento linguístico (mesmo havendo exigência de envio de resultados padronizados em testes de proficiência para qualificação) e a melhoria do reconhecimento de credenciais estrangeiras (que já existe e faz parte do processo imigratório). Focar na imigração como solução para gerar receita tributária e ocupar empregos indesejados é visto por alguns como bater em um cavalo morto, devido ao retorno ínfimo, ao efeito populacional negativo que níveis elevados de imigração exercem sobre as transferências públicas per capita, aos impostos retidos da renda real por conta da coerção dos imigrantes, às amarras regulatórias sem suporte que forçam a mão de obra imigrante a assumir posições de trabalho complementares – resultando no desperdício contraproducente de capital humano, subemprego e incompatibilidade de empregos (tanto horizontal quanto vertical) etc. Além da demonstração de incompetência estratégica do governo, a falta de inovação ou de promoção de inovações significativas, a insuficiência de infraestrutura para treinar a força de trabalho cidadã, a falta de inclusão para o treinamento da população residente por meio de subsídios, o gargalo nas admissões para programas profissionais emergentes e essenciais, entre outros fatores, desconsideram as necessidades da população doméstica e sua capacidade de contribuir de forma significativa para as despesas governamentais.
Em 2023, após a pandemia, o Canadá continuou a aumentar os níveis de imigração – conforme metas definidas por consultores – de forma que os imigrantes passaram a representar 1,08% da população, acompanhados de um novo slogan imigratório que afirma que os imigrantes suprirão e continuarão a suprir as necessidades críticas de desenvolvimento habitacional do país, mesmo quando as cidades já enfrentam dificuldades de infraestrutura para acomodar residentes temporários, novos residentes permanentes e novos cidadãos.

### Resultados de longo prazo
Um dos estudos mais importantes sobre o impacto econômico da imigração para o Canadá é Strangers at the Gate, de Morton Beiser. Esse estudo analisou a chegada dos refugiados vietnamitas que chegaram de barco, que começaram a chegar ao Canadá em 1979, gerando grande controvérsia. O número total de refugiados foi de 60.000, o maior grupo único de refugiados a chegar ao Canadá. Beiser estudou inicialmente os refugiados vietnamitas na chegada, constatando que poucos falavam inglês ou francês, que a maioria eram agricultores com poucas habilidades úteis no Canadá e que chegaram sem qualquer patrimônio para se estabelecerem. Em seguida, Beiser acompanhou o progresso dos refugiados para verificar qual efeito eles teriam sobre o país. Em até dez anos após a chegada, os refugiados apresentavam uma taxa de desemprego 2,3% inferior à média canadense. Um em cada cinco havia iniciado um negócio, 99% havia obtido com sucesso a cidadania canadense e eles eram consideravelmente menos propensos, do que a média, a receber algum tipo de assistência social.

## Emprego e renda dos imigrantes

### Emprego
A taxa de desemprego tende a ser muito alta para os imigrantes recentes, se comparada à dos imigrantes mais estabelecidos (que vivem no Canadá há entre 5 e 10 anos). Imigrantes estabelecidos tendem a apresentar uma taxa de desemprego mais próxima da média nacional dos cidadãos nativos. Em 2011, a taxa de desemprego dos imigrantes recém-chegados foi de 13,6%, consideravelmente acima da média canadense, que era de 5,5%. Para os imigrantes mais estabelecidos, a taxa caiu para 8,2%
| Força de trabalho    | Novos imigrantes (chegados há até 5 anos) | Imigrantes estabelecidos (chegados há mais de 5 até 10 anos) | Canadenses nativos |
| -------------------- | ----------------------------------------- | ------------------------------------------------------------ | ------------------ |
| Taxa de participação | 73,5%                                     | 80,7%                                                        | 87,8%              |
| Taxa de emprego      | 63,5%                                     | 74,1%                                                        | 82,9%              |
| Taxa de desemprego   | 13,6%                                     | 8,2%                                                         | 5,5%               |

### Renda
Taxas mais altas de desemprego e salários mais baixos combinam para que os recém-chegados obtenham rendimentos inferiores à média canadense. Uma análise da Longitudinal Immigration Database, realizada pelo Statistics Canada, mostrou que os imigrantes que chegaram em 2014 tinham uma renda mediana de US$ 24.000 em 2015, em comparação com US$ 36.000 para os canadenses nativos. A renda mediana dos novos imigrantes em 2015 foi a mais alta já registrada e US$ 2.000 superior à dos imigrantes recém-chegados em 2013. Em décadas anteriores, os níveis de renda dos imigrantes chegavam à média nacional após 10 anos, mas nos últimos anos a situação se deteriorou. Um estudo de 2003, publicado pelo Statistics Canada, observou que "em 1980 os imigrantes recentes apresentavam taxas de baixa renda 1,4 vezes maiores do que os nascidos no Canadá; em 2000 essa proporção era de 2,5 vezes, atingindo 35,8%." O estudo apontou que essa deterioração foi generalizada e afetou a maioria dos tipos de imigrantes. O estudo de 2003 explica que a taxa de baixa renda entre os não imigrantes diminuiu na década de 1990, mas isso foi mais do que compensado pelo perfil de renda dos novos imigrantes, resultando em um aumento líquido na taxa de baixa renda total do Canadá. Um estudo atualizado, de janeiro de 2007, pelo Statistics Canada, explica que essa deterioração continuou na década seguinte, com a taxa de baixa renda dos imigrantes recentes atingindo 3,5 vezes a dos nascidos no Canadá em 2002 e 2003, antes de recuar para 3,2 vezes em 2004. Um dos estudos do Economic Council of Canada, de 1991, constatou que os períodos de imigração não se correlacionavam diretamente com períodos de crescimento econômico elevado. Os autores notaram que "uma perspectiva histórica dá pouco ou nenhum suporte à visão de que a imigração é necessária para a prosperidade econômica. No século XIX e no início do século XX, o crescimento mais acelerado das rendas reais per capita ocorreu em momentos em que a migração líquida era nula ou negativa. Mais tarde, no século XX, observa-se o oposto, mas, claramente, não há correlação a longo prazo." Entretanto, o mesmo relatório concluiu que uma alta taxa de imigração é benéfica para o futuro do Canadá, recomendando a expansão das taxas imigratórias para que a população do país alcance 100 milhões. Um estudo da Universidade de Montreal publicado em 2002 pelo professor Marc Termote, utilizando métodos distintos e analisando outros países, concluiu que a imigração não possui impacto estatisticamente significativo na renda per capita de um país.

#### Salários
Em um estudo de 2007, os economistas Abdurrahman Aydemir e George Borjas constataram que um aumento de 10% na oferta de trabalhadores dentro de um grupo específico de educação–experiência pode reduzir os salários desse grupo em aproximadamente 3–4%. Contudo, esses resultados não devem ser interpretados como uma queda universal de 4% para todos os trabalhadores canadenses sempre que a imigração aumentar 10%, visto que Aydemir e Borjas analisavam impactos salariais específicos por grupo. O Statistics Canada também observou que os efeitos agregados dos salários decorrentes da imigração no Canadá tendem a ser relativamente pequenos, com impactos mais notórios restritos a determinados segmentos de qualificação ou regiões.
Em parte, devido à questão do reconhecimento de credenciais, muitos imigrantes são forçados a exercer funções abaixo de seu nível de escolaridade e com salários mais baixos. Entretanto, mesmo quando desempenham funções compatíveis com sua qualificação, os imigrantes são significativamente menos bem remunerados do que seus pares nativos. O estudioso da imigração Jeffrey Reitz estimou que, em 2001, os empregadores canadenses se beneficiavam – enquanto os empregados imigrantes perdiam entre US$ 2 e 3 bilhões por ano – devido a esse desequilíbrio. Um estudo publicado pelo Statistics Canada revisou dados de 1991 a 2010 acerca da convergência salarial entre imigrantes e canadenses nativos. O estudo constatou que houve uma convergência nos rendimentos relativos dos imigrantes. Em 2010, os salários médios anuais dos homens imigrantes eram 86% dos dos homens nativos, tendo subido de 76% em 1991.
Há diversas explicações possíveis para o fato de os recém-chegados ganharem menos do que os canadenses nativos, mesmo desempenhando as mesmas funções com as mesmas qualificações. Salários horários mais baixos podem indicar que a produtividade do trabalho dos imigrantes é inferior, fazendo com que os empregadores os remunerem menos. Os novos trabalhadores também têm menos familiaridade com o mercado de trabalho canadense, não conseguindo maximizar seus salários. Além disso, os empregadores tendem a conhecer menos o histórico dos imigrantes, estando, assim, menos dispostos a oferecer salários equivalentes aos dos nativos. Devido à menor mobilidade, os imigrantes não acessam empregos melhor remunerados, como os encontrados em Alberta e Saskatchewan. Essa realidade vem se modificando, com Calgary já superando Montreal em termos de percentual de minorias visíveis. Em Saskatchewan, minorias visíveis recebem salários mais altos do que os canadenses nativos.

## Efeitos mais amplos

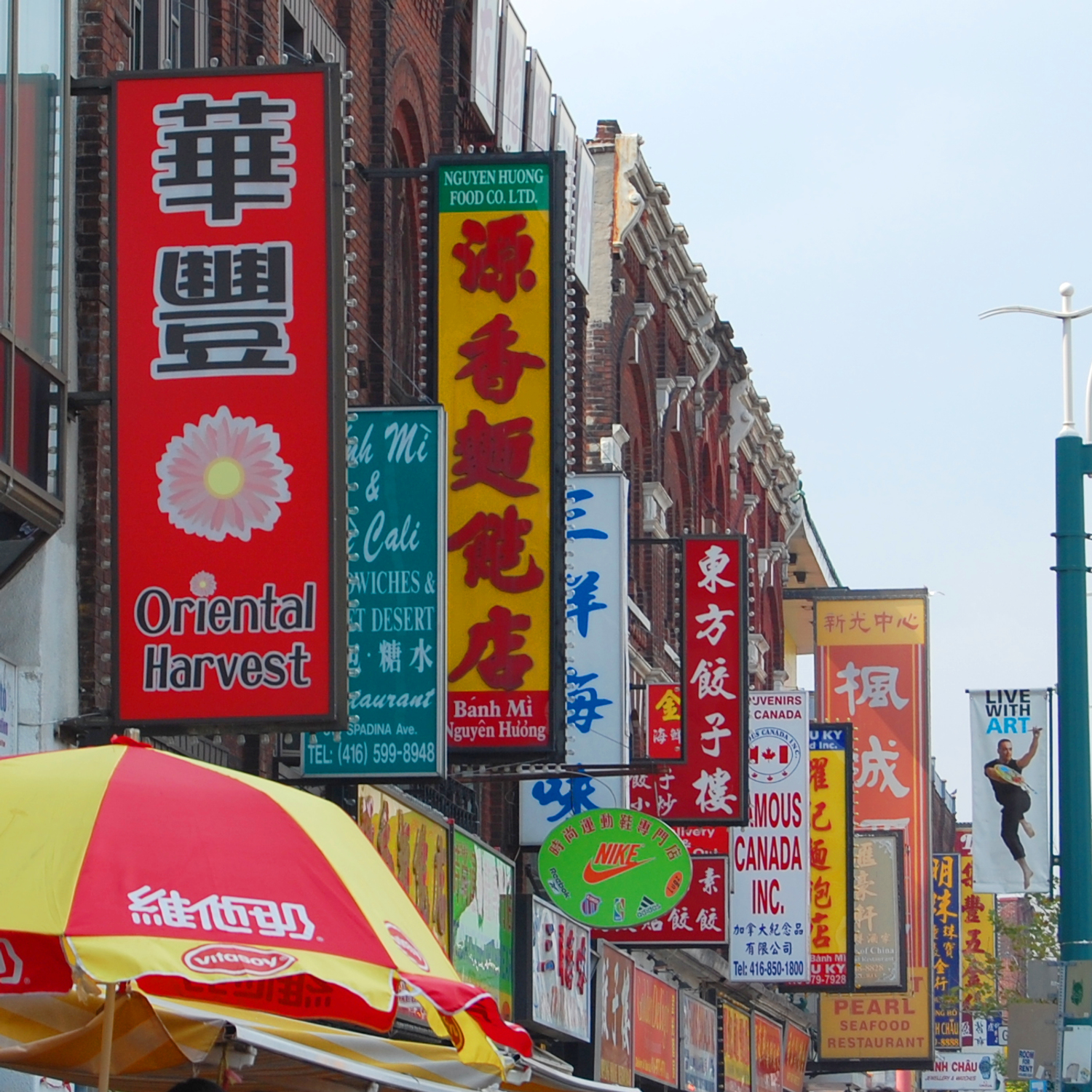
Placas na Chinatown de Toronto, um dos inúmeros bairros no Canadá com estabelecimentos administrados por e destinados, muitas vezes, a imigrantes recentes.

### Ação governamental e assistência social
O governo mantém um grande departamento e diversos programas para tentar assegurar o bem-estar dos imigrantes no Canadá e melhorar sua condição econômica. A Imigração, Refugiados e Cidadania do Canadá (IRCC) emprega 5.000 funcionários, o que, em termos per capita, é 3 vezes mais do que os 15.000 funcionários do U.S. Citizenship and Immigration Services. A IRCC recupera parte dos custos do departamento por meio de taxas de aterrissagem. Em 2006, o governo canadense reduziu em 50% a taxa de aterrissagem por imigrante. O Parliamentary Budget Officer relatou que a migração irregular – desde a entrada inicial no Canadá até a decisão final da Conselho de Imigração e Refugiados e/ou do Tribunal Federal – bem como quaisquer deportações, custaram ao governo federal US$ 340 milhões em 2017–18, com projeção de subir para US$ 396 milhões em 2019–20.
Os novos imigrantes também têm direito a assistência de acolhimento, como cursos gratuitos de idiomas oferecidos por programas administrados pelos governos provinciais, geralmente denominados Language Instruction for Newcomers to Canada (LINC), para os quais o governo federal destinou cerca de US$ 350 milhões no ano fiscal de 2006–2007. A maior parte dos US$ 350 milhões foi destinada a Quebec sob o Acordo Canadá-Quebec, chegando a US$ 196 milhões por ano, embora a imigração para Quebec representasse apenas 16,5% de toda a imigração para o Canadá em 2005. Os US$ 350 milhões estavam previstos para aumentar em US$ 90 milhões adicionais até 2009. Governos provinciais no Canadá estabeleceram departamentos de cidadania e imigração, como o de Ministério da Cidadania, Imigração e Comércio Internacional de Ontário.
O apoio aos imigrantes foi também uma das questões fundamentais que embasaram o New Deal for Cities entre Toronto (e outros centros urbanos), o Governo de Ontário e o Governo do Canadá, pois 43% dos novos imigrantes se estabelecem na Grande Área de Toronto, o que gera determinados desafios para a região. Um artigo publicado pelo Statistics Canada apontou que "entre a década de 1990 (1990 a 2000) a taxa de baixa renda da cidade aumentou 1,9 ponto percentual. Todo esse aumento esteve associado ao agravamento dos resultados entre os imigrantes, que tendiam a elevar a taxa de baixa renda da cidade em 2,8 pontos percentuais." Em outras palavras, a taxa de baixa renda entre os não imigrantes diminuiu, mas o perfil de renda dos novos imigrantes resultou em um alargamento líquido da desigualdade de renda em Toronto durante a década de 1990.
As necessidades dos imigrantes levaram a United Way do Canadá na Grande Toronto, a maior instituição beneficente do United Way no Canadá, a identificar os serviços de imigração em Toronto como prioridade máxima em sua campanha de US$ 100 milhões de 2006 para combater a pobreza e a exclusão social. Em 2006, o Daily Bread Food Bank de Toronto relatou que mais de 40% de seus clientes eram nascidos no exterior, e que quase metade desse grupo estava no país há menos de 4 anos. Embora o grupo com menos de 4 anos demonstre uma necessidade muito acima da média, o percentual superior a 40% está em linha com a população geral, pois 44% dos torontinos são nascidos no exterior.

### Finanças governamentais
Não há consenso quanto ao impacto líquido da imigração nas finanças públicas. Um estudo de 1990 constatou que uma família imigrante média pagava US$ 22.528 em todas as formas de impostos e, em média, cada família consumia diretamente US$ 10.558 em serviços governamentais. Em contraste, uma família canadense média pagava US$ 20.259 em impostos e consumia US$ 10.102 em serviços. Em todo o país, isso significa que as famílias imigrantes contribuíam com US$ 2,6 bilhões a mais do que sua cota para os cofres públicos. Um estudo de 1996 concluiu que, ao longo de uma vida, uma típica família imigrante pagará cerca de quarenta mil dólares a mais ao Tesouro do que consumirá em serviços. Entre as explicações para isso está o fato de que as famílias imigrantes tendem a ser maiores e possuem mais rendedores, aumentando a arrecadação de impostos. Além disso, os recém-chegados têm menor propensão a utilizar diversos serviços sociais. Os imigrantes são menos propensos do que os canadenses nativos a receber seguro-desemprego, assistência social e habitação subsidiada. Geralmente, os imigrantes têm menor incidência de situação de rua, devido ao suporte recebido de suas famílias e comunidades. Imigrantes recentes também têm menor probabilidade de utilizar habitação subsidiada em comparação com canadenses nativos com o mesmo nível de renda. Em 2004, 22,5% dos canadenses nativos de baixa renda viviam em habitações subsidiadas, contra apenas 20,4% dos imigrantes recentes nessa mesma condição, embora esse percentual fosse consideravelmente maior entre imigrantes mais estabelecidos. Resultados de um estudo do Fraser Institute indicaram que os imigrantes que chegaram entre 1987 e 2004 custaram aos governos US$ 23 bilhões por annum (segundo dados de 2006) a mais do que os impostos arrecadados desses imigrantes, relativos aos serviços sociais universais (por exemplo, assistência social, medicare e educação pública).

### Comércio internacional
Entre as organizações que facilitam o sistema de comércio internacional do Canadá estão o Departamento de Relações Exteriores, Comércio e Desenvolvimento (conhecido publicamente como Global Affairs Canada); o Bureau de Controles Comerciais, que opera sob o Ministério das Relações Exteriores; a Canada Border Services Agency (CBSA); e o Canadian International Trade Tribunal, que é um órgão quase-judicial independente.
A presença no Canadá de pessoas representando diversas culturas e nações tem sido, também, um importante impulso para o comércio internacional do país. Imigrantes costumam possuir a expertise, habilidades linguísticas e conexões pessoais com seus países de origem que podem ajudar a forjar laços comerciais internacionais. Estudos demonstraram que o Canadá mantém relações comerciais mais intensas com nações que contribuíram com um grande número de imigrantes. A economia canadense é fortemente orientada para o comércio internacional, que representou 31,4% do PIB em 2017; embora a maior parte do comércio internacional seja com os Estados Unidos. Em 2017, 76,4% das exportações canadenses foram destinadas aos Estados Unidos.
Essa tem sido uma narrativa comum acerca dos países de origem dos imigrantes para o Canadá. Durante muitos anos, a ampliação dos mercados comerciais foi utilizada como justificativa para uma alta imigração proveniente do mundo em desenvolvimento. Dados do Statistics Canada em 2017 revelam que os saldos comerciais com países em desenvolvimento, de onde o Canadá recebe a maioria de seus imigrantes, vêm se equilibrando. Conforme demonstrado abaixo, os dados de 2017 indicam que somente a Índia mantém um comércio equilibrado com o Canadá.
| Parceiro comercial | Importações         | Importações         | Exportações domésticas | Exportações domésticas |
| Parceiro comercial | 2017                | 2019                | 2017                   | 2019                   |
| ------------------ | ------------------- | ------------------- | ---------------------- | ---------------------- |
| Índia              | US$ 4,158 bilhões   | US$ 5,282 bilhões   | US$ 4,204 bilhões      | US$ 4,773 bilhões      |
| Paquistão          | US$ 401,826 milhões | US$ 449,525 milhões | US$ 733,060 milhões    | US$ 663,463 milhões    |
| Filipinas          | US$ 1,392 bilhão    | US$ 1,604 bilhão    | US$ 811,073 milhões    | US$ 704,941 milhões    |
| China              | US$ 70,926 bilhões  | US$ 75,012 bilhões  | US$ 21,845 bilhões     | US$ 22,379 bilhões     |
| Irã                | US$ 88,482 milhões  | US$ 29,708 milhões  | US$ 125,955 milhões    | US$ 326,820 milhões    |
| Síria              | US$ 1,179 milhão    | US$ 2,829 milhões   | US$ 22,520 milhões     | US$ 27,713 milhões     |